# École nationale d'ingénieurs de Sousse
L'École nationale d'ingénieurs de Sousse (arabe : المدرسة الوطنية للمهندسين بسوسة) ou ENISo est une école d'ingénieurs tunisienne qui dépend de l'université de Sousse.
Elle a pour objectif de répondre à un besoin national, de jour en jour grandissant, en ingénieurs spécialisés dans les industries de pointe. Avec ses trois filières, ses masters de recherche et son master professionnel, elle forme des ingénieurs en génie informatique appliqué à l'industrie, en génie mécatronique et en génie électronique industriel.
Fondée en juillet 2005, l'ENISo est d'abord logée avenue du 18-Janvier, dans le quartier de Bab Jedid à Sousse, avant de s'installer à la rentrée 2011 au sein de la technopole de Sousse, à proximité de la pépinière d'entreprises.

## Formations
L'ENISo forme des ingénieurs aux compétences polyvalentes via trois filières.

### Mécatronique
L'ingénieur en mécatronique est un ingénieur pluridisciplinaire, compétent dans les domaines de la mécanique, de l'informatique, de l'automatique et de l'électronique. Parmi les secteurs d'activités de ces ingénieurs se trouvent l'automobile, l'aéronautique, la robotique, les machines-outils de production industrielle, etc.
La section mécatronique propose deux options au niveau de la troisième année :
- Conception des systèmes mécatroniques ;
- Aérotechnique.

### Électronique industrielle
La filière d'électronique industrielle propose trois options différentes en troisième année :
- Contrôle industriel ;
- Conception des systèmes électroniques ;
- Système électronique embarqué.

L'ingénieur est en général compétent dans les domaines de l'électronique, de l'automatisme et des systèmes électriques.

### Informatique appliquée à l'industrie
L'ingénieur en informatique appliquée est un ingénieur développeur, un ingénieur des processus, compétent dans le domaine de l'informatique embarquée.
Cette section offre trois options en troisième année :
- Ingénierie des systèmes distribués ;
- Robotique avancée ;
- Systèmes de communication embarqués.

## Formation doctorale

### Master professionnel
Le master professionnel en ingénierie industrielle et manufacturière entre dans le cadre du régime LMD, coconstruit (M2) en partenariat avec des industriels nationaux. L'objectif est de former des ingénieurs managers en organisation industrielle, ayant la capacité de mener des projets d'amélioration de la qualité sur le plan technique ou de gestion des ressources humaines et de gérer les systèmes de production et d'organisation.
Les modules enseignés sont assurés par des experts industriels et des entreprises partenaires. Une seconde session du master est ouverte en mars 2013, à la suite de la réussite de la première session.
Trois autres masters coconstruits avec des universités européennes ont obtenu l'approbation du conseil scientifique et de celui de l'Université de Sousse (Mastech, Applied Computational Mechanics, Composites et polymères) et doit démarrer en septembre 2013.

### Masters de recherche
Dans le cadre du régime LMD, le master de recherche (M1 et M2) s'effectue parallèlement à la formation de base des ingénieurs de l'ENISo pour permettre à ces derniers d'obtenir un double diplôme. Les élèves inscrits dans l'un des masters de l'ENISo sont tenus d'assister à un volume horaire complémentaire à celui validé dans leur formation de base.
Quatre masters de recherche existent actuellement : mécanique et ingénierie des systèmes, informatique industrielle, génie des télécommunications et ingénierie intelligente des connaissances.

#### Informatique industrielle
Le programme du master en informatique industrielle est complémentaire à celui de la formation du département d'informatique appliquée. Il offre des formations au niveau des nouvelles technologies de l'information et de la communication. Il vise à fournir des compétences scientifiques dans les domaines innovants de la communication homme-machine, de la robotique, de l'informatique et des systèmes multimédias.

#### Génie des télécommunications
Le master en génie des télécommunications appartient également au département d'informatique industrielle. Il a pour objectif de former des experts et chercheurs dans le domaine des réseaux et des télécommunications, tout en offrant aux étudiants et ingénieurs la possibilité de continuer leurs études en thèse de doctorat.

#### Mécanique et ingénierie des systèmes
Le master en mécanique et ingénierie des systèmes appartient au département de la mécanique avancée. Il vise à former des compétences scientifiques et techniques dans les domaines suivants : 
- Systèmes industriels de production ;
- Matériaux innovants ;
- Systèmes biomédicaux ;
- Procédés avancés.

Le programme étudié est un prolongement ou une extension du programme proposé pour les deuxième et troisième années en mécatronique.

#### Ingénierie intelligente des connaissances
Ce master est une formation aux théories et techniques de l'ingénierie intelligente des connaissances. Son but est d'identifier, dans un premier temps, ces théories et techniques et les mettre en œuvre, par la suite, dans divers domaines d'applications, y compris les réseaux de communication, le commerce électronique, la robotique, etc. L'inférence et la connaissance, repoussant chaque jour un peu plus les limites des problèmes et des domaines traités en informatique, permettent de préparer la mise en place de l'économie de la connaissance. Ses débouchés sont les activités de recherche dans les laboratoires publics, et de recherche et développement dans le privé.

### Recherche
Dans le but de faciliter la tâche aux chercheurs, l'ENISo dispose de deux structures de recherche.

#### Laboratoire de mécanique de Sousse
Créé en décembre 2011, le laboratoire de mécanique de Sousse propose les programmes de recherches suivants :
- Développement des modèles synthétisant et analysant les systèmes mécaniques et mécatronique ;
- Élaboration et caractérisation des matériaux avancés ;
- Optimisation de procédés de fabrication par le développement des approches fiabilistes.

#### Systèmes avancés en génie électrique
L'unité des systèmes avancés en génie électrique développe une recherche interdisciplinaire dans le domaine du génie électrique. Les différents projets proposés concernent des axes de recherche internationaux. Parmi les problématiques proposées se trouvent :
- la sécurisation des individus dans les mondes virtuels ;
- le traitement et l'analyse des images issues d'anciens documents ;
- l'analyse et l'interprétation des signaux biomédicaux ;
- la découverte de solutions pour caractériser les perturbations électromagnétiques.

## Vie associative
Les étudiants de l'École nationale d'ingénieurs de Sousse ont créé des associations et des clubs pour les aider à mieux rayonner dans l'univers de la technologie et du monde professionnel.

### Associations
- ADENISo : elle regroupe les anciens diplômés de l'ENISo et représente le lien direct entre l'école et la vie professionnelle, étant donné les formations dispensées par les membres de cette association à l'intention des élèves ingénieurs.
- EUREKA : cette association à vocation artistique et culturelle se charge d'assurer les activités de divertissement au niveau de l'école, tout en s'appuyant également sur les formations et l'apprentissage grâce à ses différents comités multidisciplinaires, allant du domaine scientifique au domaine culturel et artistique, en passant par l'écologie, l'humanitaire, les festivités et les activités sportives.
- ENISo Junior Entreprise : elle a pour objectif de rapprocher l'élève ingénieur du monde professionnel, assurant des formations sur le plan entrepreneurial, avec l'objectif d'améliorer l'employabilité de l'étudiant en l'imprégnant d'une culture d'entreprise portée sur la qualité, le respect des délais et la polyvalence.
- IEEE : cette association mondiale a décidé d'ouvrir une branche à l'ENISo ; c'est une autorité reconnue dans différents domaines, tels que les systèmes aérospatiaux, les ordinateurs et les télécommunications, l'ingénierie de l'énergie électrique biomédicale, ainsi que l'électronique grand public.
- Auxilium : cette association purement scientifique a pour objectif de créer un réseau de compétences, entre les écoles d'ingénieurs tunisiennes en premier lieu, et entre les autres écoles de façon générale.

### Clubs
Une vingtaine de clubs ayant différents objectifs ont été créés à l'ENISo, parmi lesquels :
- Eniso-Team : il rassemble les savoir-faire des élèves ingénieurs dans le domaine de la robotique afin de concevoir des robots et de participer aux compétitions nationales dans ce domaine.
- Technocar : il assure des formations pour les étudiants dans le domaine automobile, avec l'idée de leur permettre de construire leur propre voiture.
- Pensée et identité : il vise à former des cadres scientifiques au service de leur pays, à rapprocher les étudiants des milieux sociaux, à les motiver pour participer aux affaires publiques, culturelles et intellectuelles, tout en tenant compte de leur identité islamique.
- AstroClub ENISo : il vise à promouvoir l'astronomie auprès des étudiants et à faire intervenir l'ingénierie dans l'astronomie à travers les projets ; il effectue des formations au sein de l'ENISo et propose aux étudiants de participer aux stages, congrès et séminaires organisés par la Société astronomique de Tunisie.
- Microsoft : il est parrainé par le Microsoft Innovation Center Tunisie et assure des formations dans diverses technologies de Microsoft.
- Aerotronix : il vise à promouvoir l'aéromodélisme dans l'esprit des élèves ingénieurs, un domaine qui fait appel à la mécanique, à l'informatique et à l'électronique ; les projets de ce club consistent en la conception et la réalisation de modèles d'avion, hélicoptère, quadricoptère, etc.
- Saint Coran : il rassemble des élèves ingénieurs liés par l'amour du Coran et la volonté de maîtriser sa lecture ; ils se réunissent fréquemment pour se former au niveau des règles et techniques de lecture ; le club organise aussi des formations générales dans tout ce qui a un rapport avec les élèves ingénieurs et l'islam.